# Манукян, Вазген Микаэлович
Вазге́н Микаэ́лович Манукя́н (арм. Վազգեն Միքայելի Մանուկյան; род. 13 февраля 1946) — армянский государственный и политический деятель. Первый Премьер-министр Республики Армения (1990—1991), бывший министр обороны Республики Армения в период Первой карабахской войны в 1992—1993 годах.
Соучредитель и координатор Комитета «Карабах», с февраля 1988 года — член Комитета «Карабах», с июня того же года — координатор Комитета «Карабах». 10 декабря 1988 года вместе с другими членами Комитета был арестован и провёл 6 месяцев в московской тюрьме «Матросская Тишина». Соучредитель и первый председатель правления «Армянское общенациональное движение». (АОД), в 1990—1995 годах депутат Верховного Совета Армении , в 1995—2007 годах депутат Национального Собрания РА . 26 сентября 1991 года Вазген Манукян подал в отставку с поста премьер-министра. Вместе с другими активными участниками Карабахского движения основал партию Национально-демократический союз (арм. Ազգային ժողովրդավարական միություն). С 1991 года председатель правления «Национально-демократический союз». В сентябре 1992 года был назначен госминистром, затем министром обороны, одновременно возглавляя военно-промышленный комплекс РА. В период пребывания Вазгена Манукяна на посту министра обороны была сформирована регулярная Армянская армия, внесен перелом в ход военных действий . В августе 1993 года когда армянская сторона одерживала одну за другой победы на поле боя, он был освобождён от должности. С марта 2009 до декабря 2019 года — председатель Общественного совета Армении. С 2019 года председатель общественно-политического клуба «Вернатун».
Причины и ход Второй Карабахской войны, а затем последовавшее за ней трёхсторонное заявление вызвали волну протестов в армянском обществе с требованием отставки Никола Пашиняна.
Парламентские и внепарламентские силы сформировали «Движение спасения Родины», которое 3 декабря выдвинуло Вазгена Манукяна в качестве единого кандидата на пост главы переходного правительства.

## Биография

### Детство и юность
Вазген Манукян родился в 1946 году в семье Манукянов, переселившейся в годы Геноцида армян из Мокса в Ереван. Отец — Микаел Манукович Манукян был доктором физико-математических наук, профессором Ереванского государственного университета (ЕГУ). Мать — Астхик Амаяковна Акопян родилась в Гюмри, окончила факультет физико-математических наук Ереванского государственного университета .
Вазген Манукян учился в ереванской школе им. А. П. Чехова. В 1963—1968 годах учился на факультете физико-математических наук Ереванского государственного университета, в 1966-1967 продолжил учебу в Московском государственном университете, 24 апреля 1967 года организовал акцию перед посольством Турции в Москве, из-за чего вынужден был оставить учёбу в МГУ и вернуться в Ереван. В 1967—1972 годах был аспирантом Новосибирского отделения Академии наук СССР. Кандидат физико-математических наук, доцент, автор научных статей. В 1972—1990 годах преподавал в ЕГУ.
Жена — Вардуи Ишханян, дочь библиографа, лингвиста Рафаела Ишханяна, а по материнской линии внучка Ваана Чераза, спортсмена, одного из основателей Скаутского движения Константинополя и Республики Армения.

### Политическая деятельность раннего периода
Политическую деятельность начал в студенческие годы. До 1988 года был членом и организатором различных политических структур.
В 1960-е в Армении создавались тайные национальные организации, поднимавшие вопросы Геноцида армян и рассматривавшие другие проблемы национального характера. В 1967—1968 годах Вазген Манукян и его товарищи основали в Московском госуниверситете Клуб армянской культуры, который, однако, занимался и политической деятельностью. Впоследствии аналогичная организация была создана и в Ереванском госуниверситете, вновь под прикрытием культуры поднимая вопросы независимости, Арцаха, демократии и др..
24 апреля 1967 года с группой единомышленников организовал в Москве митинг возле посольства Турции, предварительно разработав сценарий, посетив московские вузы и общежития, встретившись там с армянами и проинформировав их относительно готовящейся акции.
24 апреля тысячи студентов собрались перед посольством и, взявшись за руки, начали петь армянскую песню Проснись, сынок (Զարթնիր լաո). Вмешалась милиция, пытаясь разогнать митинг, но он стал первой удавшейся акцией. Армянские студенты вернулись в общежития и отметили свою победу .
Спустя несколько дней организаторов, в том числе Вазгена Манукяна, исключили из Московского госуниверситета.
В ходе подготовки митинга Вазген Манукян познакомился с начальником отдела планирования внешней политики МИД СССР, бывшим послом Советского Союза в Канаде Амо Арутюняном — весьма уважаемым и влиятельным в московских политических кругах человеком, который оказал большое влияние на политическую деятельность Манукяна.
Их общение продолжалось и после московского митинга. Амо Арутюнян учил Манукяна и его друзей политическим и дипломатическим тонкостям, начиная с национальной политики до мировых процессов, они беседуют о структуре государств, внутренней «кухне», о том, как принимаются политические решения. Арутюнян также познакомил молодых людей с известными армянами. «Его дом был своеобразным центром для армянства. К примеру, именно там я познакомился с Сильвой Капутикян. Много раз встречался и сблизился с маршалом Баграмяном. Познакомился и с маршалом Бабаджаняном, бывшим первым секретарем ЦК КП Армении Яковом Заробяном, одним словом, самыми влиятельными деятелями того времени», — вспоминал Манукян.
Большое идеологические влияние на молодых людей оказал также Карен Тахтаджян — математик, отец которого, Армен Леонович Тахтаджян, был академиком в Санкт-Петербурге . Карен Тахтаджян побуждал собеседников читать философские труды. Манукян говорил, что благодаря ему стал читать Ницше, Шопенгауэра, Отто Вейнингера, индийскую философию, а Арутюнян обучил своих протеже капиталистической экономике, опираясь на пример США, что Манукян счёл верным курсом для независимой Армении; и Тахтаджян, и Арутюнян были активны в Движении 1988 года.
По поручению Католикоса Вазгена I Манукян с соратниками начинают заниматься спасением национальных культурных ценностей в регионах Арцаха и Нахиджевана, организуют гуманитарные акции: например, оказывают помощь детям, попавшим под обстрел в Бейруте .

##### «Праздник переводчиков»
В 1974 году Вазген Манукян вместе с единомышленниками основал «Праздник переводчиков», вокруг которого объединилась вся армянская интеллигенция. Цель состояла в создании национального клуба, в рамках которого появилась бы возможность знакомиться друг с другом, общаться, обсуждать в неформальной обстановке разного рода вопросы, обретать в процессе обсуждения единомышленников и сторонников с тем, чтобы сплотить влиятельный слой интеллигенции вокруг этих идей. Обсуждались, к примеру, вопрос школ (армянских или не армянских), отношения Армения-Россия, вопросы связанные с Геноцидом армян, вопросы свободы, независимости и избавления от коммунистического режима. Манукян считал «Праздник» важной предтечей Движения 1988 года, организовавшей национальных активистов.

## Карабахское движение
1988 г. в Армении одновременно возникло три движения: мощное экологическое, малочисленное движение за независимость Армении, организованное вышедшими из тюрьмы в 1987 году диссидентами, а также движение за присоединение Карабаха к Армении, сильнейшее из трёх. Вазген Манукян стоял у истоков Карабахского движения. Организовался комитет «Карабах». Вазген Манукян был сперва членом Комитета (с февраля 1988), а затем, с июня, его координатором.
5 июля 1988 года сразу после жестоко разогнанной забастовки в аэропорту «Звартноц» Вазген Манукян в своем выступлении с площади Свободы озвучил призыв к общенациональной забастовке. 10 декабря 1988 года вместе с другими членами Комитета «Карабах» Вазген Манукян был арестован и провел 6 месяцев в московской тюрьме «Матросская Тишина».
Карабахское движение, которое изначально было создано как чисто национальное, начало приобретать черты Национально-демократического с мая 1988 года. Как раз в это же время начали проявляться идеологические и политические разногласия между лидерами движения. Одни считали, что существует только Карабахский вопрос, и что только это нужно выдвигать вперёд, другие же считали, что вопрос Карабаха обречён, если не учесть другие тесно связанные с ним проблемы[какие?]. Вазген Манукян был уверен, что самое главное — добиться независимости Армении, и действовал в этом направлении.
По инициативе Комитета «Карабах» создается общественно-политическая организация «Армянское общенациональное движение». В состав избранного на учредительном съезде правления вошли практически все члены Комитета. Вазген Манукян был избран первым председателем правления АОД.

## Первый премьер-министр независимой Армении
В мае 1990 года Вазген Манукян был избран депутатом Верховного Совета Армении, 13 августа того же года ВС назначил его председателем Совета министров Армении. Спустя неделю была принята декларация о независимости Армении. Это был тяжёлый период: быстрыми темпами шёл развал СССР, началась политическая и экономическая блокада Армении с северного направления.
С одной стороны, нужны были усилия для замедления темпов распада, с другой — требовался быстрый переход к новой экономической системе. Правительство, в руках которого находилась вся исполнительная власть (согласно Конституции, поста президента не было, исполнительная власть целиком была возложена парламентом на правительство), успешно справлялось с этой сложной задачей, установив основанные на доверии политические отношения как с советскими республиками, так и другими странами. Возглавляемое Вазгеном Манукяном правительство начало ряд системных реформ, которые заложили серьезную основу для дальнейшего развития страны. Вазген Манукян сохранил важный слой профессионалов — опытных министров и директоров крупных предприятий, которые сыграли большую роль в деле налаживания полноценных отношений между новым правительством и экономическими структурами СССР. Возглавляемое Вазгеном Манукяном правительство приступило к проведению ряда системных реформ, создававших основы для дальнейшего развития страны: военной, экономической (в том числе приватизации земли), энергетической (узаконивалисьрыночная структура, порядок создания и регистрации совместных предприятий и пр).
Так как между Вазгеном Манукяном и АОД выявлялось всё больше и больше разногласий по поводу будущего политического курса Армении, 25 сентября 1991 года Вазген Манукян в своей речи на заседании Верховного Совета, подаёт в отставку с поста премьер-министра, 26-го сентября Верховный Совет принимает его отставку.

## Национально-демократический союз
Постепенно внутри руководящего состава Движения-88 по мнению оппонентов начинает доминировать направление, согласно которому закрепленные в программе Движения задачи и демократические принципы последовательно приносились в жертву тезисам «власть ради власти» и «власть любой ценой». Чувствуя опасность подобного подхода для Армении и оставаясь верной национальным и демократическим ценностям общенационального Движения, часть руководства добровольно вышла из «Армянское общенациональное движение» (АОД).
Тигран Саргсян и Давид Варданян, которые позже создали с Вазгеном Манукяном партию Национал-демократический союз (НДС), в одном из заседаний АОД подняли вопрос о социальной несправедливости текущей приватизации. Члены комитета по разноу представляли вопрос урегулирования Карабахского конфликта, начиная с «ни горстка земли противнику», заканчивая тем, что стоит держать вопрос в режиме «статус кво». Реализация экономической политики не всегда получала положительные отзывы со стороны действующего премьер министра Гранта Багратяна. В разных кругах эту политику назвали даже «диким либерализмом» и удостоили жёсткой критике.
После формирования в парламенте фракции «Национальные демократы» Вазген Манукян вместе с Давидом Варданяном, Аршаком Садояном, Шаваршем Кочаряном, Людвигом Хачатряном, Тиграном Саркисяном, Сейраном Авакяном и другими деятелями инициировал создание «Национально-демократического союза» (НДС), объединившего активных участников движения и единомышленников. Партия «Национально-демократический союз» была основана в 1991 году, председателем правления стал Вазген Манукян.
НДС имел фракцию в Национальном Собрании РА в период 1995—2003.

## Министр обороны РА в годы войны
В сентябре 1992 года Вазген Манукян был назначен госминистром, затем в октябре 1992 года министра обороны Армении, одновременно возглавляя военно-промышленный комплекс страны. В этот период была окончательно сформирована регулярная Армия РА, после многочисленных неудач началась серия побед. Манукян принимал первый военный парад в истории независимой Армении. Руководил Кельбаджарской операцией по уничтожению азербайджанской огневой точки.
В августе 1993 года Вазген Манукян был освобождён от должности министра обороны, сумев за год руководства ведомством сыграть существенную роль в истории победной для армян Первой карабахской войны.

## 1996 год
В 1995 году Вазген Манукян был избран депутатом Национального собрания Армении от 20-го избирательного участка.
На президентских выборах 1996 года был сформирован оппозиционный фронт. Основные политические партии и силы объединились, выдвинув Вазгена Манукяна единым кандидатом национального согласия на президентских выборах.
Выборы 1996 года сопровождались массовыми фальсификациями в пользу Левона Тер-Петросяна. Даже в условиях массовых фальсификаций, согласно официальным данным, Вазген Манукян набрал 41,29 %, Левон Тер-Петросян — 51,75 % голосов. В сентябре 1996 года, когда Левон Тер-Петросян шёл на переизбрание, результаты первого тура были сфальсифицированы, чтобы не допустить второго тура между ним и его бывшим премьер-министром Вазгеном Манукяном. Национально-Демократический Союз представил в Конституционный суд целые тома собранных доказательств и фактов.
Манукян заявил: «…мы не заявляли о победе кандидата от оппозиции. Мы всего лишь требовали открыть на каждом избирательном участке 3 урны по принципу случайности и в случае обнаружения фальсификаций провести второй тур». Начались митинги оппозиции.
Вместе с несколькими сторонниками Вазген Манукян направился в Центральную избирательную комиссию, которая в тот период располагалась в здании Национального Собрания, и предложил открыть по 3 урны из каждой области страны. Перед этим Манукян объявил митингующим: «Если я не выйду минут через 20-30, приходите за мной».
Скандируя «Вазген — президент!», народ двинулся с площади Свободы по проспекту Баграмяна в направлении ЦИК. К 18 часам перед зданием Национального Собрания собрались тысячи митингующих, которые выступали за активные действия. Чуть позже из здания парламента вышел Вова Ахвердян из числа сторонников Манукяна и передал его просьбу подождать развития событий. Спустя ещё какой-то время, видя, что Вазген Манукян не выходит из здания НС, народ снёс железные ворота и ворвался на территорию парламента. Начались столкновения. Манукян пытался успокоить сторонников, призвал людей воздерживаться от беспорядков и не поднимать руку на полицейских.
Победителем был объявлен Тер-Петросян, однако отчёт Госдепартамента США от 1996 года относительно президентских выборов и последовавших за ними событий отмечает многочисленные нарушения избирательного кодекса, насилие властей в отношении оппозиции, ограничению свободы прессы, арестам журналистов и другие примеры беззакония.

## Общественный совет
В период с 2008-го до 13 ноября 2019 года Вазген Манукян возглавлял Общественный совет Армении. Общественный совет был создан 2008 года с целью содействия становлению и развитию гражданского общества, формированию атмосферы толерантности, налаживанию конструктивного диалога между властью и широкими слоями общества. В Совет были вовлечены учёные, общественные деятели и представители культуры, бывшие видные государственные деятели. Благодаря их объединению и сотрудничеству было сформировано общее видение будущего Армении и армянского народа, сформулированы задачи, представленные также действующим властям страны.
Под руководством Вазгена Манукяна Общественный совет развернул активную деятельность, реагируя на проблемы, получавшие общественное звучание и волновавшие общество. В рамках ОС поднимались и обсуждались многочисленные вопросы, относительно которых, по инициативе членов и комиссий Совета, были представлены предложения президенту и правительству страны. Часть этих проблем получала оперативное решение, другая часть была включена в программы и направления деятельности правительства.

## Общественно-политический клуб «Вернатун»
В 2019 году, на фоне происходивших в общественно-политической жизни Армении процессов, проблем и опасностей Вазген Манукян основал общественно-политический клуб «Вернатун». Целью клуба является содействие формированию в стране здоровой атмосферы и общественной консолидации в результате усилий всех политических сил, общественных организаций и активных граждан, что будет способствовать преодолению стоящих перед государством вызовов и разработке нацеленных в будущее векторов и идей.

## Награды
- Орден Тиграна Великого (17 сентября 2016) — по случаю 25-летия Независимости Республики Армения, за значительный вклад в становление и укрепление независимой государственности[80].
- Орден «Месропа Маштоца» Нагорно-Карабахской Республики[источник не указан 169 дней].